# معركة زيفات
وقعت معركة زيفات، بحسب الكتاب المقدس العبري (أخبار الأيام الثاني 14: 9-15)، في الفترة من 911 إلى 870 قبل الميلاد، في عهد الملك آسا ملك يهوذا. وقد قاتل في وادي زيفات بالقرب من مريشا، في فلسطين التاريخية الحالية، بين جيوش مملكة يهوذا تحت قيادة الملك آسا وجيوش الكوشيين والمصريين القدماء تحت قيادة زارح الحبشي الذي أعطى الإطار الزمني في عهد آسا، قد يكون إما الملك المصري أوسركون الثاني أو أوسركون الأول.
انتصر محاربو يهوذا في المعركة، وهزموا المصريين والكوشيين تمامًا، والتي ينسبها المؤرخون إلى التدخل الإلهي، وجمعت قوات آسا قدرًا كبيرًا من غنائم الحرب. طاردت قوات آسا مقاتلي العدو المتطرفين حتى مدينة جيرار الساحلية، حيث توقفوا بسبب الإرهاق. خلقت نتيجة المعركة السلام بين يهوذا ومصر حتى عهد يوشيا بعد عدة قرون (منتصف القرن السادس قبل الميلاد)، عندما أرسلت مصر قوات إلى أراضي يهوذا للعبور إلى القتال في معركة كركميش في عهد الملك المصري نخاو الثاني، فأعترض يوشيا عبور قوات الجيش المصري عبر أراضيه مما تسبب في وقوع معركة مجدو ونتج عنها هزيمة واحتلال مملكة يهوذا من قبل مصر ومقتل يوشيا. من غير الواضح ما إذا كانت المعركة قد وقعت بالفعل ولم تذكرها أي مصادر مصرية أو كانت هناك حملة كنعانية خلال هذه الفترة. ومع ذلك، اتجه المصريون القدماء إلى تدوين الانتصارات فقط. كما هو معتاد في الكتابات القديمة ، يبدو أن عدد القوات في المعركة مبالغ فيه إلى حد كبير.